# Подолянка (Польща)
Подолянка (пол. Podolanka) — село в Польщі, у гміні Тереспіль Більського повіту Люблінського воєводства.
Населення — 65 осіб (2011).
У 1975-1998 роках село належало до Білопідляського воєводства.

## Демографія
Демографічна структура станом на 31 березня 2011 року:
|          | Загалом | Допрацездатний вік | Працездатний вік | Постпрацездатний вік |
| -------- | ------- | ------------------ | ---------------- | -------------------- |
| Чоловіки | 34      | 10                 | 20               | 4                    |
| Жінки    | 31      | 10                 | 12               | 9                    |
| Разом    | 65      | 20                 | 32               | 13                   |